# 潁上県
潁上県（えいじょう-けん）は、中華人民共和国安徽省阜陽市に位置する県。

## 行政区画
- 鎮:慎城鎮、謝橋鎮、南照鎮、楊湖鎮、江口鎮、潤河鎮、新集鎮、六十鋪鎮、耿棚鎮、半崗鎮、王崗鎮、夏橋鎮、江店孜鎮、陳橋鎮、黄橋鎮、八里河鎮、油溝鎮、西三十鋪鎮、紅星鎮、十八里鋪鎮、魯口鎮、古城鎮
- 郷:建潁郷、五十鋪郷、盛堂郷、関屯郷、垂崗郷、劉集郷、黄壩郷
- 民族郷:賽澗回族郷